# 스티븐 월트

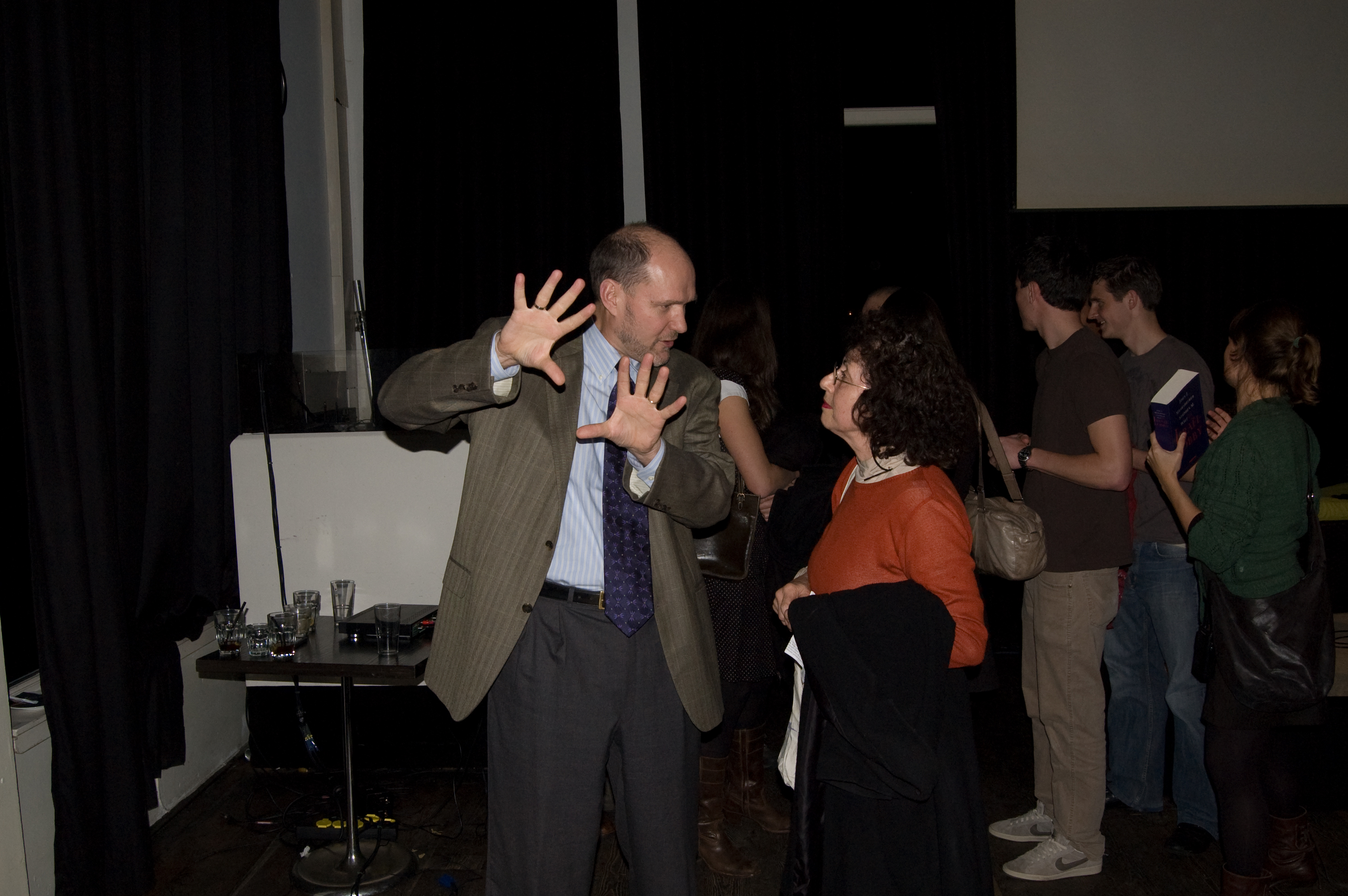

스티븐 마틴 월트(Stephen Martin Walt, 1955년 7월 2일~)는 하버드 대학교 케네디 스쿨의 국제 문제 교수이다. 현실주의자로서의 월트는 신현실주의 이론에 중요한 공헌을 했으며 위협의 균형 이론을 만드는 데 기여했다.